# Íñigo Cervantes
Íñigo Cervantes Huegun García (Hondarribia, Guipúscoa, 30 de novembre de 1989) és un tennista professional basc.
Ha desenvolupat la major part de la seva carrera en el circuit ATP Challenger Tour, on ha guanyat sis títols individuals i vint-i-un en dobles masculins. En el circuit ATP només ha aconseguit disputar una final en dobles masculins sense èxit. Va arribar al 56è lloc del rànquing individual l'any 2016 i al 105 en dobles masculins el mateix any.
És fill del futbolista professional espanyol Manuel Cervantes, que va jugar en diversos equips de futbol espanyols.

## Palmarès

### Dobles masculins: 1 (0−1)
| Llegenda                          |
| --------------------------------- |
| Grand Slams (0−0)                 |
| ATP Finals (0−0)                  |
| ATP World Tour Masters 1000 (0−0) |
| ATP World Tour 500 (0−0)          |
| ATP World Tour 250 (0−1)          |

| Títols per superfície |
| --------------------- |
| Dura (0−0)            |
| Gespa (0−0)           |
| Terra batuda (0−1)    |

| Resultat  | Núm. | Data                 | Torneig                 | Superfície   | Parella       | Oponents                | Marcador |
| --------- | ---- | -------------------- | ----------------------- | ------------ | ------------- | ----------------------- | -------- |
| Finalista | 1.   | 14 de febrer de 2015 | Buenos Aires, Argentina | Terra batuda | Paolo Lorenzi | J.S. Cabal Robert Farah | 3−6, 0−6 |

## Trajectòria

### Dobles masculins
| Open d'Austràlia | A   | Q1  | A   | Q1  | A   | A   | Q1  | 1R    | A   | 0 / 1   | 0 – 1   |
| Roland Garros | A   | A   | A   | Q2  | Q1  | Q2  | A   | 1R    | A   | 0 / 1   | 0 – 1   |
| Wimbledon | A   | Q1  | A   | 2R  | Q1  | Q1  | Q3  | 1R    | Q1  | 0 / 2   | 1 – 2   |
| US Open | Q2  | A   | A   | Q2  | A   | Q1  | Q2  | 1R    | A   | 0 / 1   | 0 – 1   |
| Total Victòries−Derrotes                                                                                                   | 0−0 | 0−1 | 0−0 | 2−3 | 0−0 | 2−3 | 0−1 | 13−23 | 0−1 | 17 – 32 | 17 – 32 |
| Rànquing a final d'any | 233 | 360 | 220 | 147 | 461 | 251 | 72  | 106   | 330 |         |         |
| Llegenda: G: Guanyador; F: Finalista; SF: Semifinalista; QF: Quarts de final; Q: Qualificació; A: Absent; RR: Round Robin; |     |     |     |     |     |     |     |       |     |         |         |